# Comtat d'Ellis (Texas)
El Comtat d'Ellis és un comtat localitzat en l'estat de Texas. En el 2008, la seua població era de 148.186 habitants. Forma part del Dallas-Fort Worth Metroplex. Té aquest nom en honor de Richard Ellis, president de la convenció que va elaborar la Declaració d'Independència de Texas. La capital del comtat és Waxahachie.

## Geografia
Segons la Oficina del Cens dels EUA, el comtat té una superfície total de 952 milles quadrades (2.470 km²), dels quals 935 milles quadrades (2.420 km²) són terra i 16 miles quadrades (41 km²) (1,7%) són aigua.

### Principals carreteres
- Interestatal 35E
- Interestatal 45
- Ruta 67
- Ruta 77
- Ruta 287
- Ruta Estatal 34
- Ruta Estatal 342

### Comptats adjacents
- Comptat de Dallas (nord)
- Comptat de Kaufman (nord-est)
- Comptat de Henderson (est)
- Comptat de Navarro (sud-est)
- Comptat de Hill (sud-oest)
- Comptat de Johnson (oest)
- Comptat de Tarrant (nord-oest)

## Demografia
A partir del cens del 2000, hi havia 111.360 persones, 37.020 llars i 29.653 famílies residents a la comarca. La densitat de població era de 118 persones per milla quadrada (46 / km²). Hi havia 39.071 unitats d'habitatges amb una densitat mitjana de 42 per milla quadrada (16 / km²). El maquillatge racial del comtat era del 80,63% dels blancs, del 8,64% dels negres o dels afroamericans, del 0,59% dels nadius americans, del 0,35% dels asiàtics, del 0,02% dels illencs del Pacífic, del 7,90% de les altres races i de l'1,86% de dues o més races. El 18,42% de la població era hispànica o llatina de qualsevol raça.
Hi havia 37.020 llars, dels quals el 42,10% tenien fills menors de 18 anys vivint amb ells, el 64,80% eren parelles casades que vivien junts, l'11,00% tenien una dona femenina sense marit present i el 19,90% no eren famílies. El 16,60% de les llars es componien de persones i el 6,50% tenia algú que vivia sol que tingués 65 anys o més. El nombre mitjà de persones vivint en cada habitatge era de 2,96 i el nombre mitjà de famílies de 3,31.
Una anàlisi de l'Institut Williams de les dades del cens del 2010 va trobar que hi havia unes 3,2 parelles del mateix sexe per cada 1.000 llars al comtat.
Al comtat, la població es repartia amb un 30,20% de menys de 18 anys, un 9,30% de 18 a 24 anys, un 29,80% de 25 a 44, un 21,50% de 45 a 64 i un 9,20% de 65 anys o més.. L'edat mitjana era de 33 anys. Per cada 100 dones, hi havia 98,30 homes. Per cada 100 dones majors de 18 anys hi havia 95,40 homes.
La renda mediana per a una llar al comtat era de 50.350 $, i la renda mediana per a una família de 55.358 $. Els homes tenien una renda mediana de 37.613 dòlars enfront de 26.612 dòlars per a les dones. La renda per capita del comtat era de 20.212 $. Al voltant del 6,80% de les famílies i el 8,60% de la població estaven per davall del llindar de pobresa, inclòs l'11,10% dels menors de 18 anys i el 10,40% dels 65 o més anys.

## Política
Ellis és un comtat republicà decididament a les eleccions presidencials. L'últim candidat a la presidència demòcrata a ocupar el comtat va ser Jimmy Carter el 1976, i des del 2000, els candidats a la presidència republicana han guanyat amb més de dos terços del vot.

## Mitjans de comunicació
El comtat d'Ellis forma part del mercat de mitjans de comunicació de Dallas / Fort Worth Television, al nord de Texas Central. Els mitjans locals de notícies són: KDFW-TV, KXAS-TV, WFAA-TV, KTVT-TV, KERA-TV, KTXA-TV, KDFI-TV, KDAF-TV, KFWD-TV i KDTX-TV.

## Comunitats

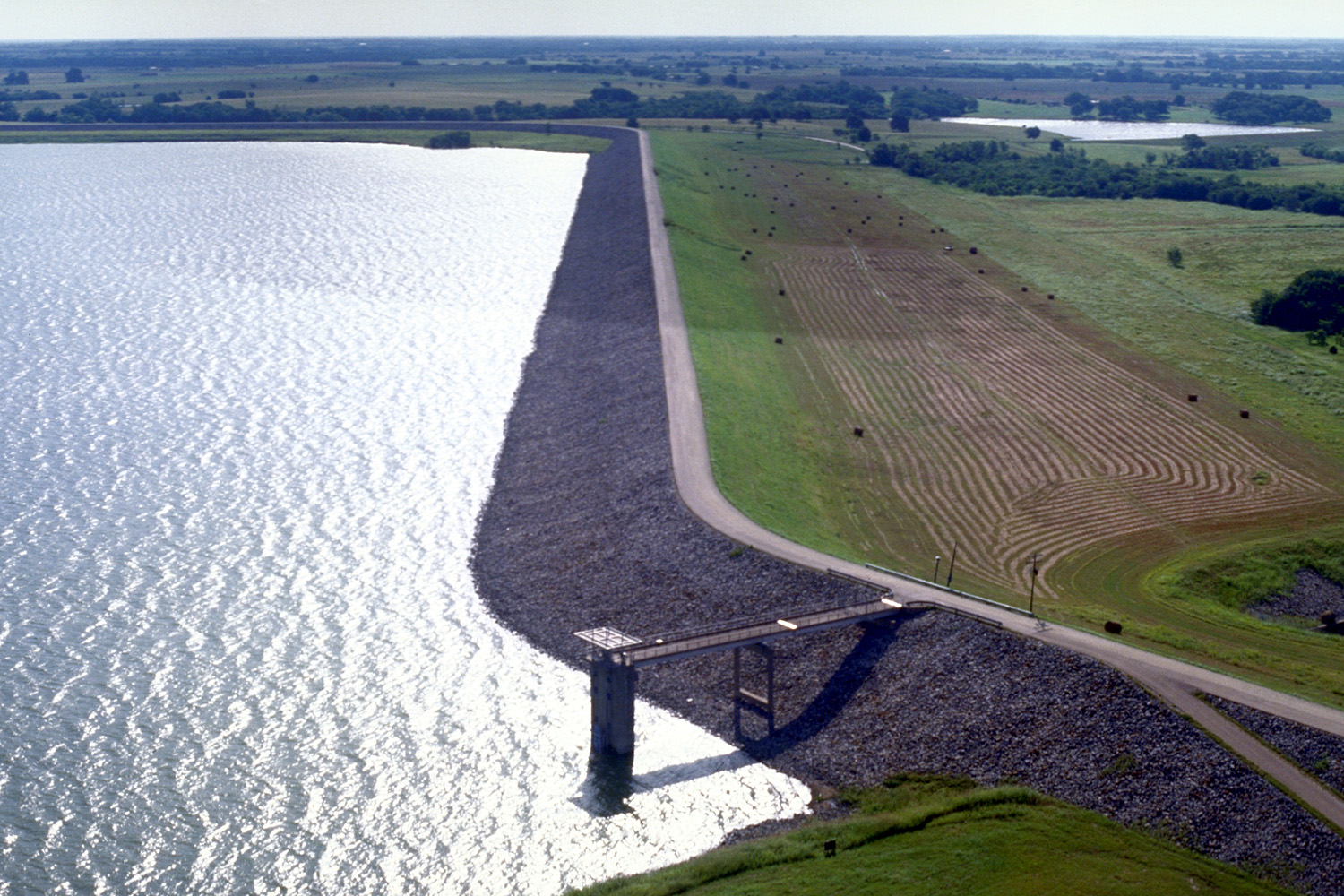
Presa i llac de Bardwell, al comtat d'Elis, a prop de la ciutat d'Ennis

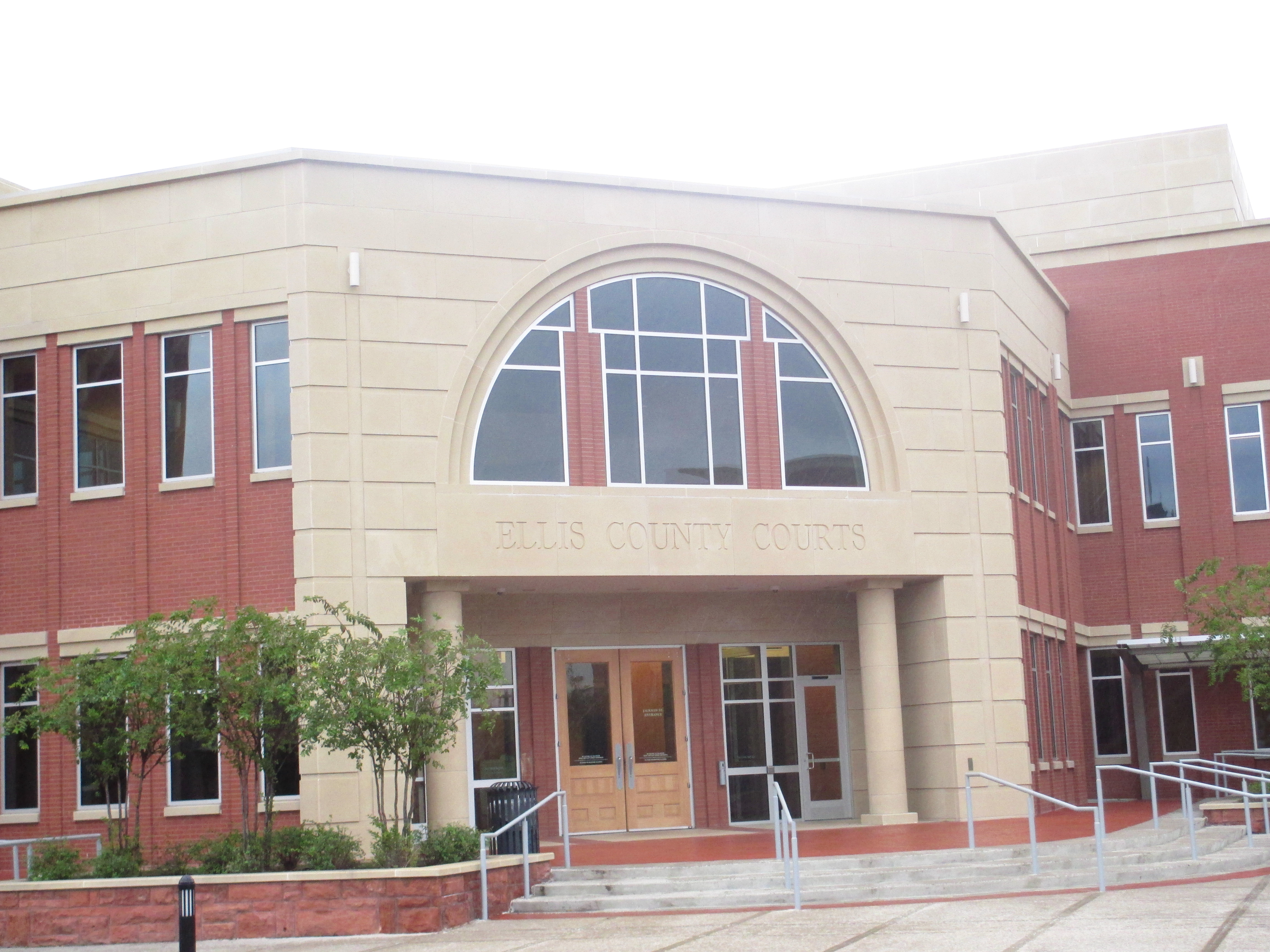
Edifici dels tribunals del comtat d'Elisley

### Ciutats (diversos comtats)
- Cedar Hill (la majoria al Comptat de Dallas)
- Ferris (una petita part al Comptat de Dallas)
- Glenn Heights (parcialment al Comptat de Dallas)
- Grand Prairie (la majoria als comptats de Dallas i de Tarrant)
- Mansfield (la majoria al Comptat de Tarrant i una petita part al Comptat de Johnson)
- Ovilla (una petita part al Comptat de Dallas)

### Ciutats
- Bardwell
- Ennis
- Maypearl
- Midlothian
- Oak Leaf
- Pecan Hill
- Red Oak
- Waxahachie (seu del comtat)

### Pobles
- Alma
- Garrett
- Italy
- Milford
- Palmer
- Venus (principalment al  Comtat de Johnson)

### Lloc designat pel cens
- Bristol

### Comunitats no incorporades
- Auburn
- Avalon
- Crisp
- Forreston
- Ike
- India
- Rankin
- Rockett
- Telico
- Trumbull

## Persones notables
- Clyde Barrow de Bonnie i Clyde
- J. D. Gray, clergue, pastor de l'Església Baptista del Tabernacle a Ennis, 1931-1934; després president de la Convenció Baptista del Sud.
- Ernest Tubb, cantant i compositor de country
- El boxejador professional de pes lleuger Donnie Fleeman, únic del comtat d'Ellis per lluitar contra tres pesos mundials; Sonny Liston, Ezzard Charles i Muhammad Ali (abans Cassius Clay). 47 baralles nacionals / internacionals en la seva carrera professional. 37 victòries, 22 KOs. Va guanyar el títol de pes pesat (guants daurats) el 1953: candidat al títol del pes pesat nacional, però va perdre davant de Sonny Liston. Cassius Clay (Muhammad Ali) va ser l'última lluita professional de Fleeman i va tenir lloc a Miami, Florida, el 1961. Aquesta va ser la 5a lluita professional de Clay.  Arxivat 2015-05-21 a Wayback Machine.

- Lecil Travis Martin, més coneguda com a Boxcar Willie